# Montes Carpatus
Montes Carpatus är en bergskedja på nordvästra delen av den sida av månen som vetter mot jorden. Montes Carpatus har fått sitt namn av den tyske astronomen Johann Heinrich von Mädler efter Karpaterna i Europa på jorden. Detta, liksom övriga namn av von Mädler på månberg, antogs officiellt av IAU som namn på bergskedjan 1961.
Montes Carpatus sträcker sig omkring 400 kilometer från väst till ost längs den södra sidan av månhavet Mare Imbrium. Bergstopparna i denna bergskedja når höjder på mellan 1 000 och 2 000 meter.
Vid Montes Carpates västra ände ligger kratern T. Mayer. En bit norr om bergskedjans mittersta del, ute i Mare Imbrium, ligger kratern Draper, en liten krater som, med sin satellitkrater C direkt i söder, ändå framstår ganska tydligt mot månhavet. Precis söder om Montes Carpatus centrala del går den 40 km långa ravinen Rima Gay-Lussac i västsydväst-ostnordostlig riktning, öster om den finns kratern Gay-Lussac. Söder om Gay-Lussac ligger den stora kratern Copernicus, som har en diameter på hela 93 kilometer. Öster om Montes Carpatus ligger ett flackt område som är en sydlig utlöpare av Mare Imbrium. Omkring 100 kilometer öster om Montes Carpatus ligger kratern Erathostenes, vid den sydvästra änden av bergskedjan Montes Apenninus.